# Sorokin (Rússia)
Sorokin és un jútor del ókrug urbà de Goriachi Kliuch del krai de Krasnodar, en els contraforts nord-occidentals del Caucas, a Rússia. Està situat 14 km al nord-est de Goriatxi Kliutx, i 39 km al sud de Krasnodar. Tenia 22 habitants en 2010.
Pertany al municipi Saràtovskoia.

## Transport
A l'oest de la localitat passa la carretera federal M4 Don Moscou-Novorosíisk.